# Dama
Dama là một chi động vật có vú trong họ Hươu nai, bộ Guốc chẵn. Chi này được Frisch miêu tả năm 1775. Loài điển hình của chi này là Cervus dama Linnaeus, 1758.

## Hình ảnh

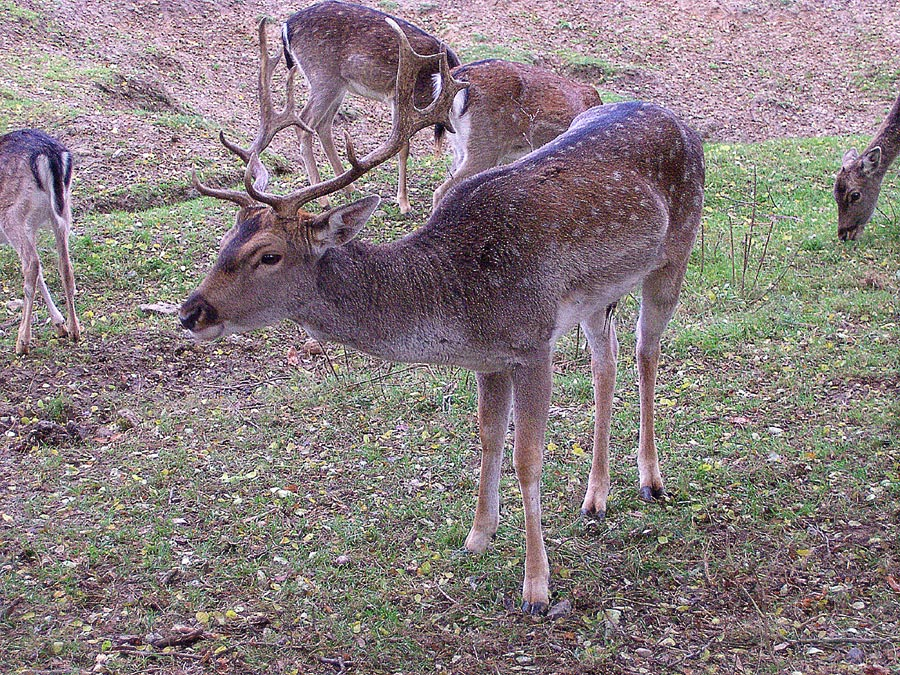
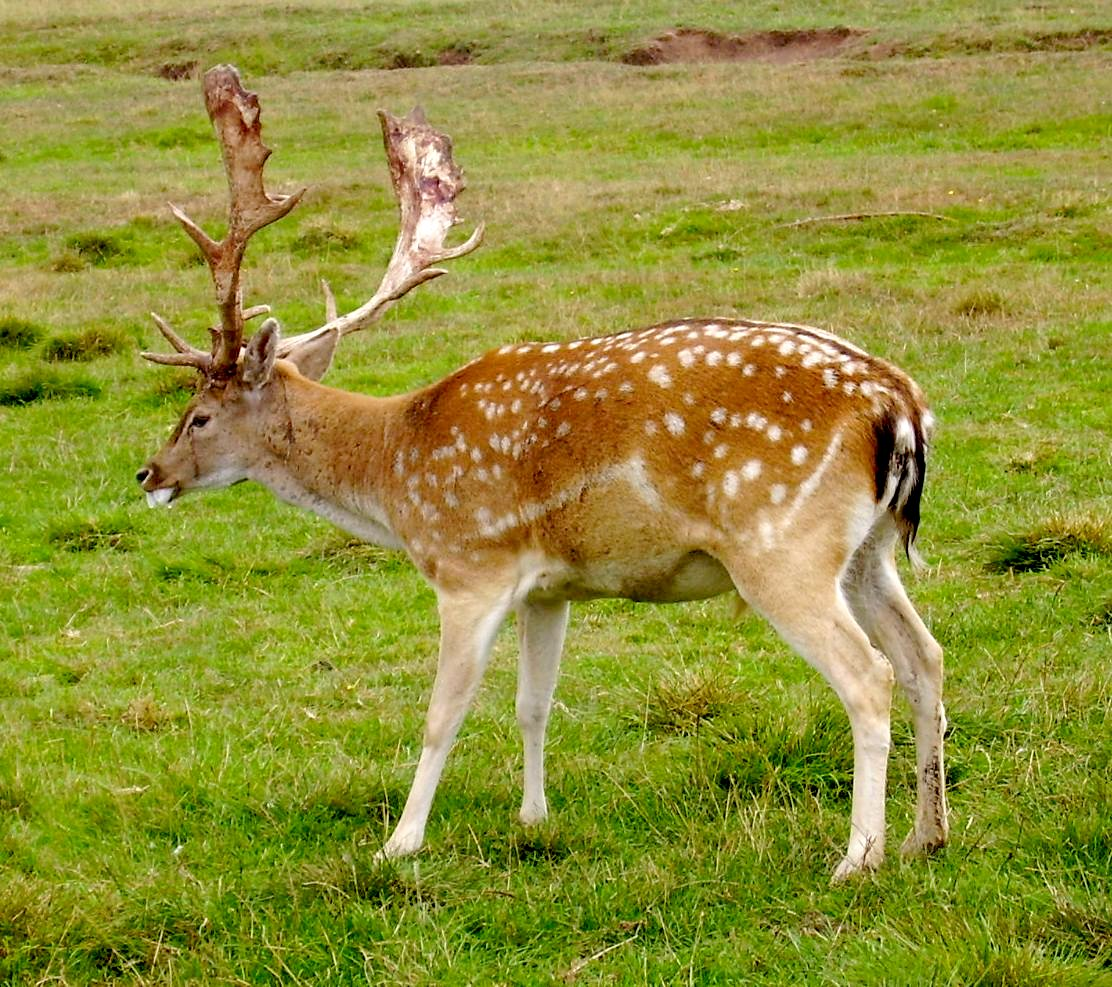

## Các loài
Chi này gồm các loài:
- Dama dama
- Dama mesopotamica